# Sinfiötlalok

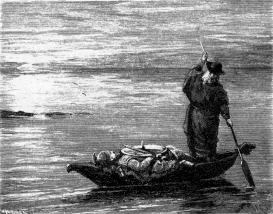
Odin voert de dode Sinfjötli naar het Walhalla

Frá dauða Sinfjötla (Over de dood van Sinfjötli) is een kort stuk proza in het handschrift Codex Regius van de Poëtische Edda.
Sinfjötli had de broer van Borghildr, de vrouw van Sigmundr, gedood en daarom wilde Borhild Sinfjötli dood. Sigmundr was bestand tegen alle vergif, maar zijn zoons konden enkel tegen vergif op hun huid. Borghildr gaf hun bier, dat Sinfjötli herkende als vergiftigd. Hij liet twee hoorns bier aan zich voorbij gaan, maar toen Borghildr hem een derde hoorn bracht, zei zijn ondertussen dronken vader "Filter het met je baard, zoon!" Sinfjötli dronk het bier en stierf meteen.